# Chlorid lithný
Chlorid lithný je anorganická sloučenina chloru a lithia. Tato sůl je typickou iontovou sloučeninou, přestože z malé velikosti iontu Li+ vyplývají vlastnosti, které se u jiných chloridů alkalických kovů nevyskytují, například výjimečná rozpustnost v polárních rozpouštědlech (83 g/100 ml vody při 20 °C) a hygroskopické vlastnosti.

## Chemické vlastnosti
Chlorid lithný tvoří, na rozdíl od chloridů jiných alkalických kovů, krystalické hydráty. Je znám monohydrát, trihydrát a pentahydrát. Absorbuje také až čtyři ekvivalenty amoniaku. Podobně jako u jiných iontových chloridů mohou roztoky chloridu lithného poskytovat chloridový iont a například tvořit sraženinu chloridu stříbrného působením dusičnanu stříbrného:
LiCl + AgNO3 → AgCl + LiNO3

## Příprava
Chlorid lithný se připravuje působením kyseliny chlorovodíkové na uhličitan lithný. Lze ho principiálně připravovat také silně exotermickou reakcí kovového lithia s plynným chlorem nebo chlorovodíkem. Bezvodý LiCl se připravuje z hydrátu zahříváním v proudu chlorovodíku.

## Použití
Chlorid lithný se používá hlavně pro výrobu kovového lithia elektrolýzou taveniny LiCl/KCl při 600 °C. Využívá se i jako tavidlo při pájení automobilových dílů z hliníku, dále také jako desikant při sušení proudu vzduchu. Ze specializovanějších aplikací nachází uplatnění v organické syntéze, například jako aditivum ve Stilleově reakci. V biochemii ho lze využít ke srážení RNA z buněčných extraktů.
Chlorid lithný se používá i v pyrotechnice pro barvení plamene do tmavočervené barvy.
LiCl je standardem relativní vlhkosti při kalibraci vlhkoměrů. Při 25 °C má nasycený roztok (koncentrace 45,81 %) soli ekvilibrium relativní vlhkosti 11,30 %. Chlorid lithný může i sám sloužit jako vlhkoměr. Tato navlhavá sůl se při vystavení vzduchu rozpouští v pohlcené vodě. Rovnovážná koncentrace je přímo závislá na relativní vlhkosti vzduchu. Relativní vlhkost při 25 °C, s minimální odchylkou v rozmezí 10 až 30 °C, lze zjistit z koncentrace pomocí této lineární rovnice: RH = 107,93 – 2,11 C, kde C je hmotnostní koncentrace LiCl.

## Bezpečnost
Soli lithia ovlivňují centrální nervový systém. Ve 40. letech 20. století se chlorid lithný krátce vyráběl jako náhražka kuchyňské soli, bylo to však zakázáno poté, co byly zjištěny toxické účinky sloučeniny.